# Strijdkreet
Een strijdkreet (ook wapenkreet, oorlogskreet of strijdleus) is een woord, een aantal woorden of een zin bedoeld om tijdens veldslagen en schermutselingen vriend van vijand te kunnen onderscheiden als andere hulpmiddelen zoals een uniform er nog niet waren.

## Voorbeelden
- Montjoie Saint-Denis: een Franse strijdkreet. Saint-Denis verwijst naar de patroonheilige van Frankrijk, Dionysius van Parijs. Van Montjoie is de betekenis niet duidelijk. Het zou kunnen verwijzen naar de term voor de steenhopen die opgeworpen werden als oriëntering tijdens de kruistochten.
- Scilt ende Vrient (Schild en Vriend): in de aanloop naar de Guldensporenslag gingen de Vlamingen tijdens de Brugse Metten de Fransen te lijf. Om elkaar in de schemering te kunnen herkennen en om zichzelf van hun vijanden te kunnen onderscheiden werd een strijdkreet bedacht. De keuze viel op "Schild en Vriend", naar een bekend gebed dat gebruikt werd om God bijstand in de strijd af te smeken. Een bijkomende eigenschap van deze leuze was dat Franstaligen moeite hebben met de uitspraak van deze woorden. Deze strijdkreet is ook een sjibbolet.
- ¡Tierra y Libertad! (Land en Vrijheid): de strijdkreet van Emiliano Zapata tijdens de Mexicaanse Revolutie.
- Remember the Alamo: strijdkreet tijdens de Slag bij San Jacinto.
- Deus vult (God wil het): strijdkreet van de kruisvaarders.
- Liberté, égalité, fraternité (vrijheid, gelijkheid, broederlijkheid): strijdkreet tijdens de Franse Revolutie.
- Het Leger des Heils geeft al jaren een blad uit dat Strijdkreet getiteld is. Dit is een figuurlijk gebruik van het begrip 'strijdkreet'.